# AMY1A
La alfa-amilasa 1 es una enzima que en humanos está codificada por el gen AMY1A.  Este gen se encuentra en muchos organismos.
Las amilasas son proteínas secretadas que hidrolizan los enlaces 1,4-alfa-glucósido en oligosacáridos y polisacáridos y, por tanto, catalizan el primer paso en la digestión del almidón y el glucógeno de la dieta. El genoma humano tiene un grupo de varios genes de amilasa que se expresan en niveles elevados en las glándulas salivales o en el páncreas. Este gen codifica una isoenzima amilasa producida por la glándula salival. El empalme alternativo da como resultado múltiples variantes de transcripción que codifican la misma proteína. 

## Otras lecturas
- Bank RA, Hettema EH, Arwert F (1991). «Electrophoretic characterization of posttranslational modifications of human parotid salivary alpha-amylase.». Electrophoresis 12 (1): 74-9. PMID 1710976. S2CID 27328712. doi:10.1002/elps.1150120114.
- Groot PC, Mager WH, Henriquez NV (1991). «Evolution of the human alpha-amylase multigene family through unequal, homologous, and inter- and intrachromosomal crossovers.». Genomics 8 (1): 97-105. PMID 2081604. doi:10.1016/0888-7543(90)90230-R.
- Nishide T, Nakamura Y, Emi M (1986). «Primary structure of human salivary alpha-amylase gene.». Gene 41 (2–3): 299-304. PMID 2423416. doi:10.1016/0378-1119(86)90110-1.
- Davis MM, Hodes ME, Munsick RA (1986). «Pancreatic amylase expression in human pancreatic development». Hybridoma 5 (2): 137-45. PMID 2424823. doi:10.1089/hyb.1986.5.137.
- Handy DE, Larsen SH, Karn RC, Hodes ME (1987). «Identification of a human salivary amylase gene. Partial sequence of genomic DNA suggests a mode of regulation different from that of mouse, Amy1». Mol. Biol. Med. 4 (3): 145-55. PMID 2442579.
- Horii A, Emi M, Tomita N (1988). «Primary structure of human pancreatic alpha-amylase gene: its comparison with human salivary alpha-amylase gene». Gene 60 (1): 57-64. PMID 2450054. doi:10.1016/0378-1119(87)90213-7. hdl:11094/36665.
- Gumucio DL, Wiebauer K, Caldwell RM (1988). «Concerted evolution of human amylase genes». Mol. Cell. Biol. 8 (3): 1197-205. PMC 363264. PMID 2452973. doi:10.1128/MCB.8.3.1197.
- Samuelson LC, Wiebauer K, Gumucio DL, Meisler MH (1988). «Expression of the human amylase genes: recent origin of a salivary amylase promoter from an actin pseudogene». Nucleic Acids Res. 16 (17): 8261-76. PMC 338557. PMID 2458567. doi:10.1093/nar/16.17.8261.
- Groot PC, Bleeker MJ, Pronk JC (1989). «The human alpha-amylase multigene family consists of haplotypes with variable numbers of genes». Genomics 5 (1): 29-42. PMID 2788608. doi:10.1016/0888-7543(89)90083-9.
- Pronk JC, Frants RR, Jansen W (1982). «Evidence of duplication of the human salivary amylase gene». Hum. Genet. 60 (1): 32-5. PMID 6176528. S2CID 37322144. doi:10.1007/BF00281260.
- Zabel BU, Naylor SL, Sakaguchi AY (1984). «High-resolution chromosomal localization of human genes for amylase, proopiomelanocortin, somatostatin, and a DNA fragment (D3S1) by in situ hybridization». Proc. Natl. Acad. Sci. U.S.A. 80 (22): 6932-6. PMC 390100. PMID 6196780. doi:10.1073/pnas.80.22.6932.
- Tricoli JV, Shows TB (1984). «Regional assignment of human amylase (AMY) to p22----p21 of chromosome 1». Somat. Cell Mol. Genet. 10 (2): 205-10. PMID 6608795. S2CID 21230969. doi:10.1007/BF01534909.
- Nishide T, Emi M, Nakamura Y, Matsubara K (1984). «Corrected sequences of cDNAs for human salivary and pancreatic alpha-amylases [corrected]». Gene 28 (2): 263-70. PMID 6610603. doi:10.1016/0378-1119(84)90265-8.
- Seyama K, Nukiwa T, Takahashi K (1994). «Amylase mRNA transcripts in normal tissues and neoplasms: the implication of different expressions of amylase isogenes». J. Cancer Res. Clin. Oncol. 120 (4): 213-20. PMID 7507116. S2CID 6897149. doi:10.1007/BF01372559.
- Ragunath C, Sundar K, Ramasubbu N (2002). «Expression, characterization, and biochemical properties of recombinant human salivary amylase». Protein Expr. Purif. 24 (2): 202-11. PMID 11858714. doi:10.1006/prep.2001.1559.
- Hokari S, Miura K, Koyama I (2002). «A restriction endonuclease assay for expression of human alpha-amylase isozymes». Clin. Chim. Acta 322 (1–2): 113-6. PMID 12104089. doi:10.1016/S0009-8981(02)00161-4.
- Furusawa M, Taira T, Iguchi-Ariga SM, Ariga H (2003). «AMY-1 interacts with S-AKAP84 and AKAP95 in the cytoplasm and the nucleus, respectively, and inhibits cAMP-dependent protein kinase activity by preventing binding of its catalytic subunit to A-kinase-anchoring protein (AKAP) complex». J. Biol. Chem. 277 (52): 50885-92. PMID 12414807. doi:10.1074/jbc.M206387200.
- Strausberg RL, Feingold EA, Grouse LH (2003). «Generation and initial analysis of more than 15,000 full-length human and mouse cDNA sequences». Proc. Natl. Acad. Sci. U.S.A. 99 (26): 16899-903. Bibcode:2002PNAS...9916899M. PMC 139241. PMID 12477932. doi:10.1073/pnas.242603899.
- Ramasubbu N, Ragunath C, Mishra PJ (2003). «Probing the role of a mobile loop in substrate binding and enzyme activity of human salivary amylase». J. Mol. Biol. 325 (5): 1061-76. PMID 12527308. doi:10.1016/S0022-2836(02)01326-8.
- Kandra L, Gyémánt G, Remenyik J (2003). «Subsite mapping of human salivary alpha-amylase and the mutant Y151M». FEBS Lett. 544 (1–3): 194-8. PMID 12782315. S2CID 83561963. doi:10.1016/S0014-5793(03)00495-2.

- Datos: Q17825899